# Hickory Indijanci
Hickory Indijanci, jedna od manjih bandi il tribeleta Delaware Indijanaca koji su nekada živjeli u selu blizu Lancastera u današnjoj Pennslvaniji. Spominje ih Day (u Penn., 397, 1843). Sultzman ih navodi na popisu Unalachtiga. Selo sličnog imena, Hickorytown, također u Pennsylvaniji, nije pripadalo njima nego Munseema.

## Vanjske poveznice
- Delaware Indian Tribe Clans